# دائرة الشقفة
دائرة الشقفة إحدى دوائر ولاية جيجل الجزائرية . عاصمتها هي بلدية الشقفة وتضم بلديات : 
- الشقفة
- القنار
- برج الطهر
- سيدي عبد العزيز

جبل سدات ببلدية سيدي عبد العزيز
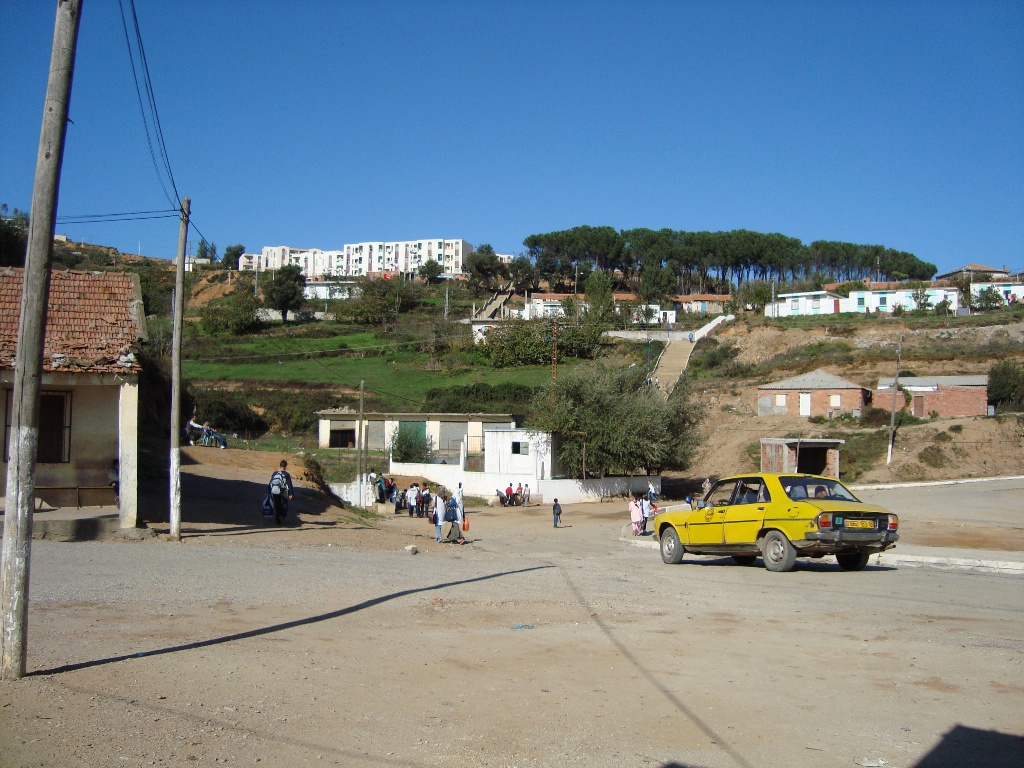
بلدية برج الطهر